# Élections municipales de 2008 à La Rochelle
Les élections municipales françaises de 2008 élisent les conseils municipaux des communes françaises. Primitivement programmées en 2007, les élections municipales françaises ont été décalées en 2008 pour ne pas surcharger le calendrier électoral, qui prévoyait cinq échéances cette année-là. Ces élections se sont déroulées les 9 et 16 mars 2008.

## Forces en présence

### Gauche
Maxime Bono avait annoncé dans le journal Sud Ouest sa candidature pour les municipales de 2008, le vote des militants socialiste n’aura été qu’une formalité, il était le seul candidat. Il conduira une liste d'union de la gauche. Dans celle-ci, 20 places vont au PS, 14 au PRG, 9 au PCF et 6 aux Verts). Par rapport à 2001, les communistes perdent deux places au profit des verts et des socialistes, le MRC n’est plus représenté, sa seule place va au PS. La moyenne d’âge est de 46 ans, identique à celle de 2001, enfin on trouve sur la liste 22 candidats non sortants (sur 49 colistiers).
Longtemps la rumeur a laissé entendre, qu’en cas de réélection, Maxime Bono n’exercerait pas son mandat jusqu'à son terme, pour pouvoir installer son successeur, probablement Jean-François Fountaine, vice-président de la région Poitou-Charentes. Mais Maxime Bono a mis un terme à la rumeur, assurant lors d’une réunion de quartier, le 12 janvier 2008, qu’il s’engageait « pour la durée du mandat ».
Le maire bénéficie d'une très bonne popularité, notamment dans les quartiers de la ville auxquels il accorde une grande attention. Il est élu dès le premier tour en 2001 avec 15 170 voix, ainsi qu'en 2008 avec 15 400 voix.

### Droite
À droite, c'est Dominique Morvant, conseillère générale du canton La Rochelle-4 depuis 2004 et candidate malheureuse aux législatives de juin 2007 dans la première circonscription de Charente-Maritime (face à Maxime Bono), qui est la tête de liste de l’UMP, elle a été investie par son parti le 12 novembre 2007. La liste n’est dévoilée que le 2 février, soit près de deux semaines après celle de la gauche et trois jours avec le MoDem. La moyenne d’âge de la liste est de 45 ans, sensiblement identique donc à celle de Maxime Bono mais sa fierté est d’avoir 8 « jeunes » sur sa liste (moins de 30 ans) dont certains sont en position éligible. Le premier d’entre eux est Aurélien Bon, chef des « jeunes populaires » de Charente-Maritime, est 4e de liste soit quasiment assuré d’être élu même en cas de défaite.
Richard Douard, président de l’association « La Tribune Rochelaise », a longtemps laissé planer le doute sur son éventuelle candidature, contestant le travail de l’opposition « officielle » qu’incarne l’UMP. Candidat aux législatives de juin 2007, sous l’étiquette « divers droite », il ne réunit que 2,27 % des voix dans la ville. C’est à la fin du mois de décembre 2007 qu’il confirme officiellement qu’il renonce aux municipales. Néanmoins, il a précisé qu’il ne quittait pas la politique locale.
Dominique Morvant s'autoproclame "femme de terrain" et il est vrai que la conseillère générale du canton de La Rochelle-4 est bien plus implanté dans la ville que celui qui dirigeait la liste sur laquelle elle figurait en 2001, le RPR André Rougé. Néanmoins son influence se limite a son canton et quelques zones limitrophes (l’île de Ré étant exclu des élections municipales rochelaises). La droite est même quasi inexistante dans les quartiers populaires de Mireuil, Villeneuve-les-salines, Bongraine, La Pallice, Laleu et Tasdon. Dans certains bureaux, elle plafonne à 25 % lors du second tour des législatives. Elle a donc un très difficile travail à faire dans ces quartiers et pour cause, la droite s'y est déjà employé plusieurs fois sans succès.

### Centre
Le MoDem présente une liste. Ce n’est finalement pas Élisabeth Delorme-Blaizot, fille de l'ancien sénateur et président du conseil général François Blaizot et candidate aux législatives de 2007 qui la mène mais Marie-Laure Tissandier, médecin urgentiste. Conseillère régionale MoDem de Poitou-Charentes, Élisabeth Delorme-Blaizot est présente, mais en 3e position, "pour que de nouveaux talents engagés dans ce jeune Mouvement accèdent à des responsabilités". Restée fidèle à François Bayrou, elle avait décliné en septembre 2007 la proposition que lui avait faite Ségolène Royal d'un poste de Vice-Présidente de la Région, expliquant qu'elle souhaitait consacrer son énergie au développement du Mouvement démocrate en Charente-Maritime" En juin 2007, la candidate du MoDem avait obtenu dans la ville 6,12 % avec des hauts à 10 % à La Genette et des bas à Mireuil et Villeneuve-les-Salines avec parfois moins de 2 %.
Le parti de François Bayrou se positionne clairement dans cette campagne en opposition avec la majorité sortante, Maxime Bono a d’ailleurs déjà dit qu’en cas de second tour il n’irait pas chercher l’alliance. L’UMP, elle, l’a cherchée dès le premier tour mais Élisabeth Delorme-Blaizot et l'ensemble de la liste du MoDem l'ont refusée. Lors de la présentation de sa liste puis de son programme, la tête de liste a mis dos à dos le maire sortant et sa principale concurrente, elle n’a néanmoins pas fermé la porte à une alliance avec qui que ce soit si elle ne réalise pas son objectif d’arriver au second tour et donc de réunir 10 % des voix. Sa liste a une moyenne d’âge de 46 ans.
Si elle réalise un bon score, elle pourrait en effet empêcher la gauche de passer dès le premier tour, le MoDem ayant pris dans la ville plus de voix à gauche qu'à droite (en tout cas lors des élections de 2007). La Rochelle n'a pas vécu de second tour lors des élections municipales depuis plus de 40 ans.

### Extrême-droite
L’extrême droite n'a jamais fait de gros scores dans la ville, échouant à toutes ses tentatives d'entrée au conseil municipal. En 2001, le FN n'avait pas présenté de liste, seul le MNR était présent. Aux législatives de 2007, le candidat du FN, Jean-Marc de Lacoste Lareymondie, n'a obtenu sur la commune de La Rochelle que 2,47 %.
Pourtant, ce dernier repart pour les élections municipales à la tête d'une liste du parti d'extrême-droite, celle-ci compte pas de 30 retraités sur 49 candidats. Jean-Marc de Lacoste Lareymondie semble avoir eu des difficultés à boucler sa liste et ne l’a déposé en préfecture que quelques jours avant la date limite. La tête de liste se veut la véritable opposition à la majorité de gauche, brocardant notamment l’attitude de l’opposition UMP lors du vote d’une subvention à la mosquée du quartier de Mireuil. Son objectif est de rentrer au conseil municipal, il compte pour cela sur une élection dès le premier tour de la liste de gauche, il ne lui faudrait alors qu’arriver à dépasser la barre des 5 % pour espérer rentrer au conseil.

### Extrême-gauche
Présente sur une liste en 1995 et 2001, les couleurs de l’extrême-gauche sont portées par trois listes.
Tête de liste en 1995 et 2001 lors des municipales, candidat à la députation en 2002 et 2007, Jacques Dumerc laisse fois-ci la tête de liste du Parti des Travailleurs à Michel Cocorullo. En juin 2007, le parti avait réuni 0,39 % des voix dans la ville.
Lutte ouvrière présente en tête de liste Antoine Colin, candidat aux législatives de 2002 et 2007, il annonce sa candidature dans Sud Ouest le 9 février et la confirme le 12. Le candidat du parti d’Arlette Laguiller ne remporte que 0,60 % lors du premier tour des élections législatives de juin 2007.
La LCR avait annoncé dès décembre son désir de présenter une liste mais c’est finalement après les deux autres partis d’extrême-gauche que celle-ci fut bouclée. Patrick Vallée, la tête de liste, a eu en effet toutes les peines du monde pour trouver 49 noms, il a notamment eu beaucoup de problèmes pour réaliser la parité. Déjà candidat aux législatives de 2007, l’autre facteur de la LCR avait obtenu 2,05 % des suffrages exprimés.

### Autres
Candidat de Génération écologie aux législatives de 2007, Jean-Noël Debroise, avait, dans Sud-Ouest, annoncé son intention de présenter une liste en mars 2008. Son maigre 1,17 % dans la ville l’a sans doute poussé à renoncer, il est néanmoins présent sur la liste de Jean-Pierre Gaillard dans la commune du Bois-Plage sur l’Île de Ré.
Le 29 janvier on apprenait dans le journal Sud-Ouest le désir de Fabrice Restier de présenter une liste aux couleurs de Debout la République, le parti politique de Nicolas Dupont-Aignan. Aux législatives de 2002, il est candidat dans la première circonscription de Charente-Maritime, il obtient à La Rochelle 16 voix. Lors des élections européennes de 2004, il est à la tête d’une liste dans la circonscription « ouest » (Bretagne, Pays de la Loire, Poitou-Charentes), seules 5 voix se portent sur son nom dans la ville. Lors des législatives de 2007, il s’exile dans la deuxième circonscription, celle de Rochefort.

## Historique de la campagne
- Septembre 2007 : Maxime Bono est désigné par les militants socialiste pour être la tête de liste PS.
- Novembre et décembre 2007 : le ton monte au parti communiste. Albert Bret et Henri Moulinier ne sont pas retenus dans la délégation communiste pour figurer sur la liste de Maxime Bono. Ils réclament l'intervention de Marie-George Buffet et un vote des militants communistes. Maxime Bono décide de ne pas prendre part à l'affaire.
- 12 novembre 2007 : Dominique Morvant est investie candidate par l’UMP.
- 12 décembre 2007 :
  - Inauguration du QG de campagne de Maxime Bono (13 rue Pas du Minage).
  - Le journal Sud Ouest annonce que la tête de liste MoDem sera Marie-Laure Tissandier, médecin urgentiste.
- 15 décembre 2007 :
  - La LCR annonce son intention de présenter une liste menée par Patrick Vallée.
  - La conseillère municipale UMP Dominique Augras conteste la pertinence d'une nouvelle candidature de Dominique Morvant après sa lourde défaite de juin (moins de 40 % dans la ville). Elle plaide pour la candidature de Gilles Raveau, autre conseiller municipal d'opposition.
  - Le Front national annonce son intention de présenter une liste aux prochaines municipales, menée par Jean-Marc de Lacoste Lareymondie  (Sud Ouest)
- 17 décembre 2007 : le MoDem présente 25 des 49 noms qui seront inscrits sur sa liste.
- 22 décembre 2007 : Aurélien Bon annonce sa démission de la présidence de l'association Vis ta Ville (association jeune apartisane) et s'engage aux côtés de Dominique Morvant. C'est le premier colistier officiellement déclaré.
- 28 décembre 2007 : fin de la crise au PCF, la section locale donne la liste définitive des 9 membres du parti qui seront présents sur la liste d'union de la gauche. Albert Bret et Henri Moulinier, deux conseillers sortants, n’en sont pas. Ce dernier quitte le parti et critique la section locale et sa démocratie "à la Poutine" sur son blog.
- 8 janvier 2008 : Sud Ouest se fait l'écho des difficultés de la LCR qui cherche ses candidats sur les marchés. L’UMP tarde aussi à dévoiler la sienne alors que celle de Maxime Bono est connu depuis près d'un mois.
- 11 janvier 2008 :
  - le candidat du Front national, Jean-Marc de Lacoste Lareymondie, présente une partie de sa liste. Il manquerait encore des noms au parti pour la boucler.
  - du côté LCR, on connaissait déjà les difficultés du parti à trouver les 49 noms qui doivent figurer sur sa liste, on apprend aujourd’hui que le problème est notamment aigu pour le respect de la parité. Il manquerait en effet une dizaine de femmes pour le respect de la règle.
- 12 janvier 2008 : lors de la réunion du comité de quartier de La Trompette, un participant a interpellé Maxime Bono sur les rumeurs, lui prêtant l’intention, qu’en cas de réélection, il se retire dans deux ans pour laisser la place à son successeur. Le maire a clairement répondu qu’il s’engageait « pour la durée du mandat ». Il met ainsi un terme à une rumeur persistante depuis plusieurs semaines dans la ville.
- 14 janvier 2008 : Maxime Bono présente officiellement lors d'une réunion publique les 49 noms qui composent sa liste.
- 19 janvier 2008 : Dominique Morvant (UMP) présent les 8 « jeunes » qui seront présents sur sa liste.
- 25 janvier 2008 : Marie-Laure Tissandier (MoDem) annonce avoir bouclé sa liste.
- 30 janvier 2008 : la candidate du MoDem présente officiellement les 49 noms qui composent sa liste.
- 2 février 2008 : Dominique Morvant (UMP) présente sa liste. Surprise, les 3 autres sortants de l’opposition (Gilles Raveau, Thierry Godeau et Dominique Augras) n'en font pas partie.

## Résultats
| Tête de liste      | Tête de liste                    | Parti           | Résultats 1er tour | Résultats 1er tour | Résultats 1er tour |
| Tête de liste      | Tête de liste                    | Parti           | Voix               | %                  | Sièges             |
| ------------------ | -------------------------------- | --------------- | ------------------ | ------------------ | ------------------ |
|                    | Maxime Bono                      | PS-EELV-PRG-PCF | 15 400             | 58,93 %            | 41                 |
|                    | Dominique Morvant                | UMP             | 6 405              | 24,51 %            | 6                  |
|                    | Marie-Laure Tissandier           | MoDem           | 1 884              | 7,21 %             | 2                  |
|                    | Jean-Marc de Lacoste Lareymondie | FN              | 931                | 3,56 %             | 0                  |
|                    | Patrick Vallée                   | LCR             | 838                | 3,21 %             | 0                  |
|                    | Antoine Colin                    | LO              | 436                | 1,67 %             | 0                  |
|                    | Michel Cocorullo                 | PT              | 239                | 0,91 %             | 0                  |
| Abstention 46,06 % |                                  |                 |                    |                    |                    |